# دهستان دهکا
دهستان دهکا نام دهستانی در بخش کیاشهر شهرستان آستانه اشرفیه، استان گیلان در ایران است. براساس سرشماری مرکز آمار ایران در سال ۱۳۸۵، جمعیت آن ۱۰۸۳۲ نفر (۳۳۵۸ خانوار) بوده‌است.